# Avenzoar

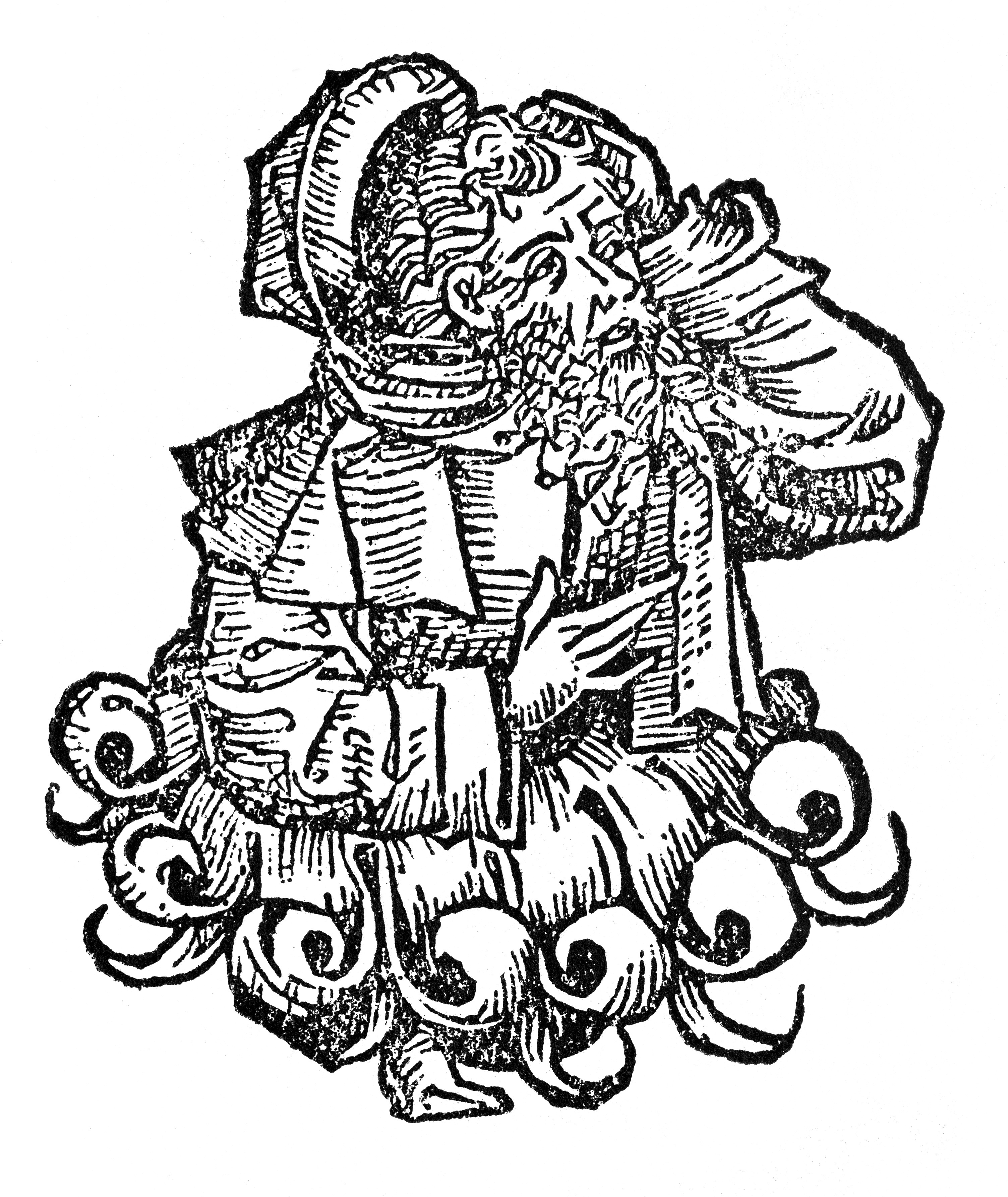
Avenzoar

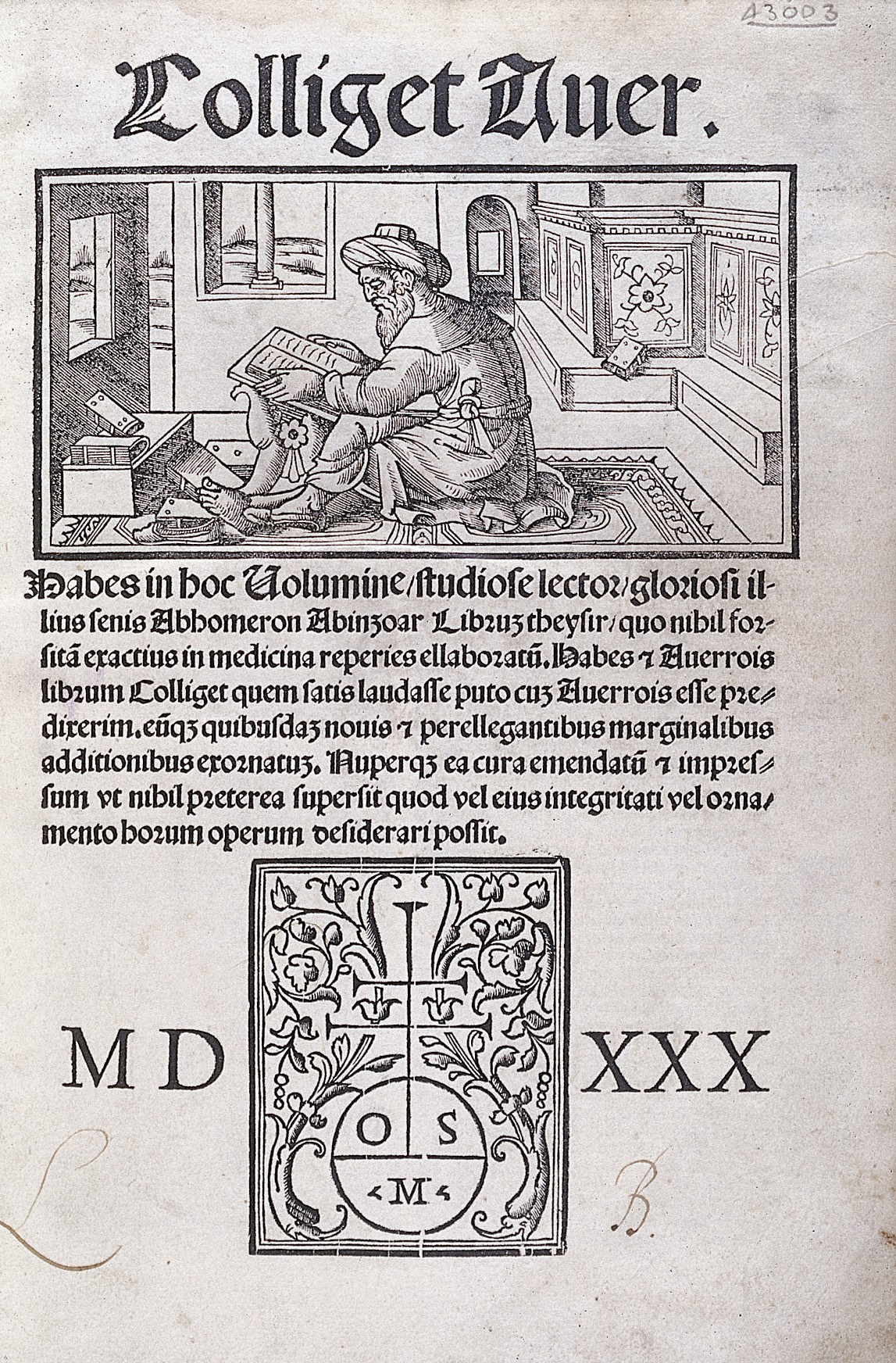

Abū Marwān ʿAbd al-Malik ibn Abī al-ʿAlāʾ Zuhr (în arabă: أبو مروان عبد الملك بن أبي العلاء زهر) (cunoscut și ca Ibn Zuhr, Avenzoar, Abumeron sau Ibn-Zohr) (1091 – 1162) a fost medic, farmacist, chirurg, savant și profesor arab de confesiune islamică.

## Biografie
Ibn-Zuhr s-a născut la Sevilla, în anul 1091, într-o renumită familie care se remarcase deja prin două generații de medici. După nașterea lui, tradiția avea să fie păstrată încă aproximativ cinci generații, însă Ibn-Zuhr s-a dovedit a fi cel mai ilustru medic al familiei sale. 
A studiat la Universitatea din Cordoba și, după o scurtă ședere la Bagdad, și-a început practica sub îndrumarea tatălui său, Abu’l-ʿAlāʾ Zuhr. După moartea lui, se pare că Ibn-Zuhr a fost nevoit să se îndrepte către Africa, căzut în dizgrația conducătorului almoravid Ali bin Yusuf bin Tashufin.
În 1147, după o perioadă de 16 ani în care s-a aflat într-o închisoare din Marrakech, Ibn-Zuhr revine în Sevilla, recent cucerită, și preia funcțiile de vizir și medic la curtea lui cAbd-al-Mu’min, întemeietorul dinastiei almohade.

## Contribuții științifice
Oamenii de știință musulmani, care aveau ca domeniu de studiu medicina, erau motivați în cercetările lor de un hadith al Profetului care susținea faptul că există un leac pentru orice boală creată de Dumnezeu, iar rolul medicului este să îl găsească. Astfel, în timpul vieții lui Ibn-Zuhr, practica medicală musulmană era cea mai avansată din lume și se afla în continuu progres.
Spre deosebire de contemporanii săi, Ibn-Zuhr a fost primul om de știință care s-a concentrat numai asupra medicinei, făcând descoperiri majore în domeniu. Acestea au fost notate în șase lucrări, dintre care s-au păstrat numai trei. Printre lucrările pierdute se numără un compediu de cosmetică și unul ce avea ca subiect lepra, dar și un memorial adresat fiului său, pe care îl îndruma în tratarea diferitelor boli și a administrării laxativelor. 
În anul 1121, a finalizat una dintre lucrările sale, ce i-a fost dedicată prințului almoravid Ibrahim ibn Yusuf ibn Tashifin. Cartea era un rezumat ce are ca temă diverse boli, terapeutica și igiena, conținând, în introducere, un tratat asupra relației psihologie-sănătate. Textul principal conținea șapte secțiuni, fiecare fiind dedicată unor boli ale: 
1. limbii și gurii;
2. ochilor;
3. urechilor, nasului, scalpului și feței;
4. gâtului, creierului, brațelor, subrațului și degetelor;
5. feselor.
De asemenea, oferea informații despre tratarea:
6.  scabiei, furuncului și tumorilor;
7. febrei, frisoanelor, miopatiei și edemelor.
Al-Mu’min i-a cerut să realizeze un manual medical general, astfel că a publicat Kitab al-Aghthiya („Cartea alimentelor”), care descrie diferite tipuri de mâncăruri și medicamente, împreună cu efectele lor asupra sănătății. Simplitatea vieții din închisoare și viața berberă și-au pus amprenta asupra stilului său de a scrie, care a devenit mult mai subiectiv. Lucrările sale erau mai mult decât rezumate ale unor informații deja existente, erau materiale ce aveau la bază experiențe proprii.
În această carte, Ibn-Zuhr face referiri cu privire la dietă și la cantitatea de alimente care ar trebui consumată în funcție de sezon. De exemplu, pe timpul iernii, digestia este mai accelerată, așa că ar trebui mărită și cantitatea de alimente consumate. În plus, acestea ar trebui să fie mai calde și mai uscate, de vreme ce temperaturile sunt mai scăzute și umiditatea mai ridicată. Mare parte a cărții este alocată valorilor nutriționale ale diferitelor alimente și preparării lor, punând accent pe valoarea nutrițională a cărnii de oaie și miel.

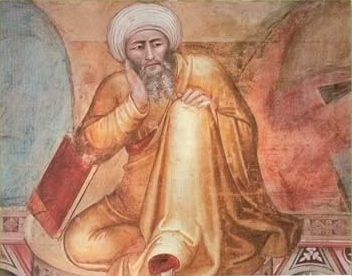
Ibn-Rushd (Averroes)

Un alt subiect pe care îl tratează este igiena și oferă îndrumări cu privire la îngrijire, îmbăiere, somn, exercițiu fizic sau sarcină. 
Cea mai valoroasă dintre lucrările sale este al-Taysīr al-mudāwā w-al-tadbīr („Înlesnirea în terapeutică și dietă”), scrisă în 1155, la cererea prietenului și admiratorului său, Ibn-Rushd (Averroes), ca răspuns la cartea acestuia, Kullīyāt. După cum afirmă Ibn abi Usaybi’a, atunci când Ibn-Rushd a scris cartea ce trata subiecte generale din medicină, i-a cerut lui Ibn-Zuhr să se ocupe, în detaliu, de teme specializate. Ibn-Rushd îi aduce un omagiu lui Ibn-Zuhr în cartea sa, numindu-l cel mai mare medic de după Galenus.
Al-Taysīr este structurată în două cărți, fiecare acoperind afecțiunile specifice anumitei zone a corpului. Cartea întâi avea ca subiect zona ce începea din vârful capului până la abdomenul superior, în timp ce a doua viza restul corpului.
Al-Taysīr este urmată de  Al-Jamiʿ, o carte destinată pacienților și rudelor acestora, ce trata diverse teme privind sănătatea.
Este de menționat faptul că Ibn-Zuhr a fost primul care a descris corect cauza scabiei, explicând că această boală este determinată de un parazit numit sarcoptes scabiei. Astfel, boala era vindecată prin îndepărtarea parazitului, ceea ce contrazicea tratamentele tradiționale. Datorită acestei descoperiri, Ibn-Zuhr este numit „părintele parazitologiei”.

În studiile sale, își susținea teoriile prin cazuri concrete, prezentând afecțiunea și determinând cauza acesteia, pentru ca, în final, să aplice un tratament.

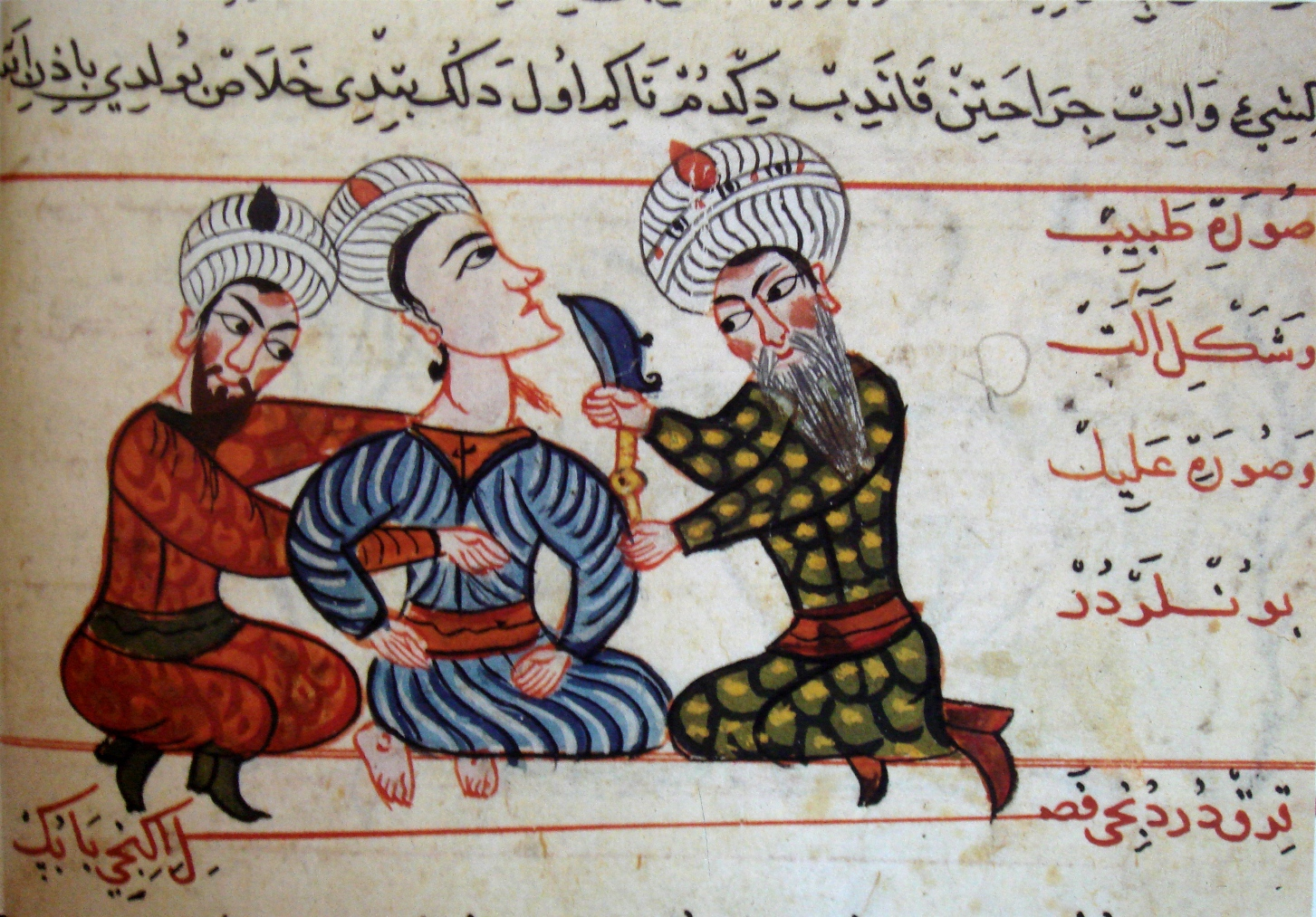

Pe lângă recunoașterea acordată în domeniul parazitologiei, Ibn-Zuhr este considerat și „părintele chirurgiei experimentale”. A fost cel care a inventat procedura chirurgicală numită traheostomie, având ca subiect experimental o capră. Până la Ibn-Zuhr, traheostomia fusese o intervenție chirurgicală destul de controversată. În secolul al II-lea, apoi în secolul al IV-lea, Aretaeus și Caelius Aurelinus s-au împotrivit ei, iar atitudinea față de acest subiect a rămas aceeași până în timpul erei islamice, când Al-Razi (secolul al IX-lea) și Ibn-Sina (secolul al XI-lea) au perfecționat-o și au vorbit pozitiv despre ea. Al-Razi se referea la traheostomie ca la o măsura drastică, întrucât, în unele cazuri, traheea putea rămâne perforată o perioadă, afectând respirația. Totuși, rana se vindeca, iar pacienții supraviețuiau. În ciuda faptului că și Al-Zahrawy afirmase că nu este o intervenție chirurgicală periculoasă, susținând chiar că a putut trata o rană a traheei, cauzată de o încercare a unui pacient de a se sinucide, în timpul lui Ibn-Zuhr, era încă privită cu scepticism. Așadar, pentru a clarifica la ce risc este expus un pacient care avea într-adevăr nevoie de traheostomie, a efectuat acest tip de intervenție chirurgicală asupra unei capre. Conform consemnărilor sale, Ibn-Zuhr afirmă că nu este periculoasă, iar animalul s-a vindecat și a trăit mult timp după.
Ibn-Zuhr a fost unul dintre cei care au încercat să delimiteze chirurgia de medicină și a sugerat necesitatea unor cursuri de pregătire destinate în exclusivitate viitorilor chirurgi.
De asemenea, a perfecționat procedura anesteziei, stabilind dozajul și concentrația acesteia. În timpul intervențiilor chirurgicale, folosea anestezie orală și inhalantă, acoperind fața pacientului cu bureți îmbibați în narcotice.
Într-un timp în care disecția corpului uman era încă un subiect tabu, Ibn-Zuhr a efectuat autopsii, ceea ce a contribuit la dezvoltarea medicinei, prin dobândirea de noi informații, la care nu avuseseră acces până atunci.
Lucrările lui Ibn-Zuhr au fost traduse în latină de învățații Europei, în special de cei din Montpellier, Toledo, Salerno și Padova. În secolul al XII-lea, au apărut traduceri în ebraică. Unul dintre admiratorii lui a fost medicul evreu stabilit la Cairo, Maimonide, care se raporta adesea la studiile lui Ibn-Zuhr și îl considera unic în epoca sa și unul dintre cei mai mari învățați. Cărțile lui Ibn-Zuhr au prezentat interes pentru oamenii de știință din Europa până în secolul al XVIII-lea, fiind lucrări de referință în domeniul medicinei și contribuit la punerea bazelor medicinei moderne.

## Descendenți
Următoarele generații au păstrat tradiția practicării medicinei și poate la fel de vestit ca Ibn-Zuhr a fost și fiul său, Abu-Bakr Muḥammad (1198-1199). Spre deosebire de tatăl său, s-a remarcat mai puțin prin activitatea sa medicală și mai mult prin cea literară, fiind autorul a numeroase scrieri aparținând unor genuri literare diferite. Califul almohad Abu-Yūsuf Yacqūb al-Manṣūr i-a oferit funcția de medic personal la Marrakech, însă, acolo, Abu-Bakr a fost otrăvit de un vizir invidios, iar califul însuși i-a condus rugăciunea de înmormântare. 
O soartă similară a avut-o și fiul lui Abu-Bakr,  Abu Muhammad ‘Abdallah ibn al-Hafid, care era l-a rândul său un medic priceput, aflat în serviciul almohazilor.
Un aspect surprinzător al generațiilor ce i-au urmat lui Ibn-Zuhr constă în faptul că fiica și nepoata lui au studiat la rândul lor medicina și au putut profesa, cu toate că au fost nevoite să se limiteze la obstetrică.